# グレートウォール (映画)
『グレートウォール』（原題: 長城 / The Great Wall）は、2016年製作の中国・米国合作映画。
万里の長城を舞台に繰り広げられる壮絶な戦いを描いた歴史戦争アクション映画。チャン・イーモウ監督、マット・デイモン主演。ジン・ティエン、ペドロ・パスカル、ウィレム・デフォー、アンディ・ラウらが出演。

## あらすじ
宋王朝時代。黒色火薬を求めて宋に辿り着いた欧州の傭兵ウィリアムとトバールは、途中で馬賊に襲われ命からがら脱出する。その夜、二人は正体不明の怪物に襲われ、ウィリアムは怪物の腕を切り落とす。翌朝、馬賊に発見された二人は逃亡の途中で万里の長城に辿り着き、長城を守護する禁軍に捕縛される。禁軍はウィリアムの切り落とした怪物の正体を知っており、二人の話から怪物の襲来が近いことを知る。軍師のワンは、怪物は饕餮（とうてつ）と呼ばれるものだと語り、禁軍は襲来した饕餮を迎え撃つ。ウィリアムは禁軍と行動を共にしていた白人バラードに解放され、襲いかかる饕餮を倒してシャオ将軍と腹心のリン隊長に実力を認められる。
捕縛の身から解放された二人の元をバラードが訪れ、「自分も黒色火薬を求めて旅をしていた」と語り、「次の饕餮襲来の際に火薬を手に入れて逃げ出そう」と持ちかける。同じ頃、シャオ将軍は饕餮の罠にかかり命を落とし、次の将軍にリンを指名する。ワンはウィリアムに対し、「饕餮は60年ごとに現れる怪物」と語り、「饕餮の女王が繁殖を行えば人間世界は破壊される」と告げる。対策を考えるリンたちの元を皇帝の特使シェンが訪れ、900年前の書物に饕餮の力を封じ込める策が書かれていることを伝える。饕餮が磁石の力で封じられることを知ったウィリアムは効力を確かめるため、次の襲来の際に饕餮を捕獲することを提案する。しかし、火薬を持ち出そうとするトバールは禁軍に肩入れするウィリアムと対立する。
饕餮の二度目の襲来が始まり、ウィリアムはリンと共に饕餮の捕獲を試みて長城の外に出て行く。トバールはバラードと共に逃げようとするが、ウィリアムを助けるために長城の外に出て、ウィリアムと共に饕餮と戦う。饕餮を捕獲したリンたちは磁石の力で饕餮が封じられたことを証明するが、それを見たシェンは「皇帝に献上する」として饕餮を都（梁）に持ち帰ってしまう。シェンが去った後、長城の壁に饕餮が空けた巨大な抜け穴が見つかり城内が騒ぎとなり、その隙にトバールとバラードは火薬を持ち出して逃亡する。二人を止めようとしたウィリアムは気絶させられ、禁軍に再び捕縛される。裏切られたことに激怒したリンはウィリアムを処刑しようとするが、ウィリアムに命を救われた兵士が誤解を解いたため命は助けられる。リンは都に向かった饕餮を倒すため、巨大な天灯に乗り込み兵士を連れて都に向かう。釈放されたウィリアムはリンを助けるため、ワンと共に天灯に乗り後を追う。一方、逃げ出したトバールはバラードに裏切られ砂漠に置き去りにされ禁軍に捕縛され、バラードは馬賊に襲われた際に馬賊が火薬を誤爆させたことによる巻き添えで死んでしまう。
リンは饕餮に襲撃された都に到着し、饕餮に襲われそうになったところをウィリアムに助け出される。ウィリアムたちは皇帝の元に向かい、捕獲された饕餮を利用して女王を倒そうと考える。火薬を巻き付けた饕餮を放したウィリアムたちは、女王に近付いた饕餮を塔の上から火矢で狙うが、女王の周囲の饕餮に阻まれて失敗し、饕餮の集団に襲われる。ワンは自らを犠牲にしてウィリアムとリンを逃がし、二人は再び女王を狙うが失敗する。女王は二人がいる塔を集中的に攻撃させるが、三度目の攻撃で火矢が火薬に当たり、女王は爆散し、他の饕餮も動きを止める。饕餮を倒したウィリアムは、褒美と引き換えにトバールを助け出し、リンと別れて欧州に帰っていく。

## キャスト
| 日本語版役名       | 中国語版役名      | 俳優               | 日本語吹替     |
| ------------------ | ----------------- | ------------------ | -------------- |
| ウィリアム・ガリン |                   | マット・デイモン   | 平田広明       |
| リン・メイ隊長     | 鶴軍将領 林梅     | ジン・ティエン     | 伊藤静         |
| ペロ・トバール     |                   | ペドロ・パスカル   | 宮内敦士       |
| バラード           |                   | ウィレム・デフォー | 多田野曜平     |
| ワン軍師           | 王軍師            | アンディ・ラウ     | てらそままさき |
| ポン・ヨン         | 熊軍士兵 彭勇     | ルハン             | 原語流用       |
| シャオ将軍         | 禁軍統領 邵殿帥   | チャン・ハンユー   | 原語流用       |
| ウー隊長           | 虎軍将領 呉将軍   | エディ・ポン       | 原語流用       |
| チェン隊長         | 鷹軍将領 陳将軍   | ケニー・リン       | 原語流用       |
| ドン隊長           | 鹿軍将領 鄧将軍   | ホアン・シュアン   | 原語流用       |
| 皇帝               | 皇帝 宋仁宗       | ワン・ジュンカイ   | 原語流用       |
| シェン特使         | 枢密院特使 沈大人 | チェン・カイ       | 原語流用       |
| 皇帝の警備         | 御林軍 軍官       | チーニー・チェン   | 原語流用       |
| ブシャール         |                   | ピルー・アスベック | 原語流用       |
| ナジッド           |                   | ヌーマン・アチャル | 中村章吾       |
| リゼッティ         |                   | ジョニー・シッコ   | 臼木健士朗     |

- 日本語版の「将軍」・中国語版の「殿帥」は英語版では「General」、日本語版の「隊長」・中国語版の「将軍」は英語版では「Commander」とされている。

## 製作
2014年3月18日にチャン・イーモウが映画の構想を発表した。11月6日にレジェンダリー・ピクチャーズアジアCEOのピーター・ローアーは、製作費1億3,500万ドルをかけてアメリカと合作で製作されること、チャンにとって初の英語版映画となることが発表された。元々の構想は、レジェンダリー・ピクチャーズCEOのトーマス・タルと『WORLD WAR Z』の作者マックス・ブルックスが考えたものである。インダストリアル・ライト&マジックがビジュアルエフェクトを担当し、ウェタ・ワークショップが武器などの小道具を担当している。
2015年3月30日から青島市で撮影が開始された。本作は中国で撮影が行われた映画の中で最高額の予算で製作された映画となっている。万里の長城での撮影は許可されなかったため、スタジオ内に三つの壁のセットが組まれて撮影が行われた。撮影現場には出演者やスタッフの意思疎通のために通訳が100人以上雇われていたという。

## 評価

### レビュー
Rotten Tomatoesでは179件のレビューが寄せられ、支持率は35%、平均評価は4.9/10となっている。主な評価は「マット・デイモンとウィレム・デフォーが中国の古代モンスターと戦う映画だが、その戦いは興奮することはなく、期待通りの面白さを感じることもない」というものである。Metacriticでは100点中42点、CinemaScoreではB評価となっている。
RogerEbert.comの寄稿者シモン・エイブラムスは4点満点中3点を与え、「『グレートウォール』は、あなたが観たアメリカ映画とは違いアクションセットがある保守的な映画で、価値ある作品となる創造性が感じられるスリリングな映画です。出来るだけ大きなスクリーンで観ることを勧めます」と述べている。『ハリウッド・リポーター』の批評家クラレンス・ツイは、「監督と出演者のキャリアの中で、大ヒット作品と言うことは難しい作品」と述べている。
中国の映画レビューサイトのDoubanは本作を10点満点中5.4点と評価しており、別のレビューサイトMaoyanでは10点満点中4.9点と評価している。これに対し、2016年12月28日に中国共産党の機関紙・人民日報は「DoubanとMaoyanの低評価は、悪評をばら撒いて中国の映画産業に害を与えるものである」と両サイトを批判する記事を掲載した。同日、Maoyanは本作に付けた評価を取り消すことを発表した。

### 白人主人公への批判
本作の公開前、マット・デイモンを含む白人キャラクターに対して、ホワイトウォッシング・白人の救世主の観点から批判の声が挙がった。公開後、ワシントン・ポストのアン・ホーナディーは「デイモンが白い救世主を演じるという懸念は根拠のないものであることが明らかとなった。彼が演じる傭兵は英雄的だが、それは中国人の盟友たちの勇気を箔付けしている」と論じている。また、ジョナサン・キムはハフィントン・ポストで「この映画を観て私は断言できる……中国を侮辱し白人の優位性を唱える報道に対し、"無罪である"と。この映画が白人の救世主を描いたという疑問は少々厄介ですが、私はまだ無罪と言うつもりです……ホワイトウォッシングの責任についても、私は無罪と言います」と述べている。